# هاندلي براون
هاندلي براون (بالإنجليزية: Handley Brown)‏ هو لاعب اتحاد الرغبي نيوزلندي، ولد في 29 أغسطس 1904 في Inglewood, New Zealand ‏ في نيوزيلندا، وتوفي في 5 ديسمبر 1973 في نيو بلايموث في نيوزيلندا.